# Christian Josef Tschuggmall

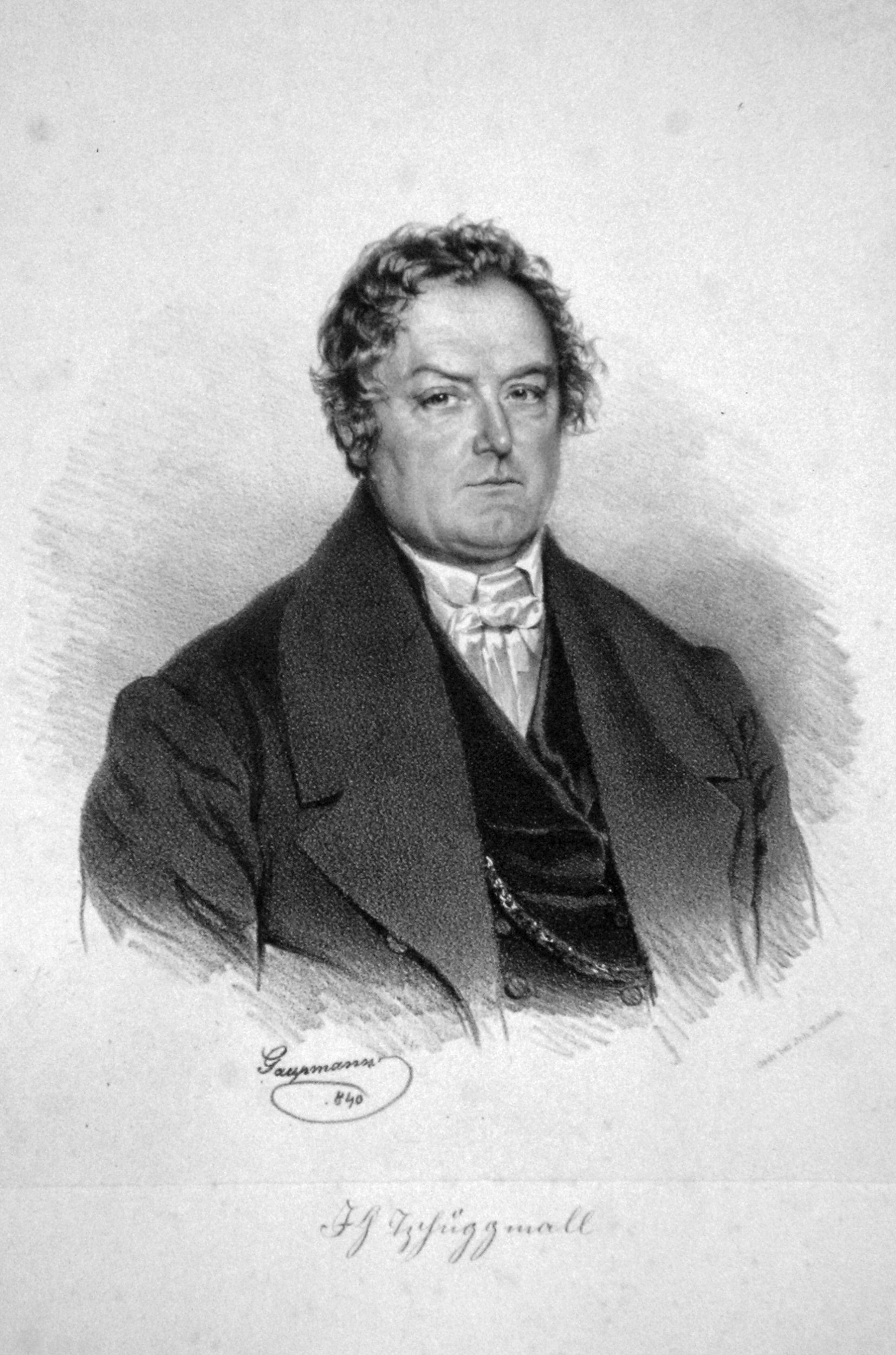
Christian Jose Tschuggmall, Lithographie von Rudolf Gaupmann, 1840

Christian Josef Tschuggmall (* 19. Januar 1785 in Wenns im tirolischen Pitztal; † 28. November 1845 in Michelstadt im Odenwald (Hessen)) war ein österreichischer Mechaniker, Erfinder und Schausteller.
Aufgewachsen in ärmlichen Verhältnissen, war es ihm nicht möglich, eine Lehre zu machen. Er erwarb einige Kenntnisse als Tischler und wurde Vorarbeiter in der Baumwollspinnerei in Imst. Er nahm am Tiroler Freiheitskampf gegen die napoleonischen und bayrischen Truppen teil. Später versucht er als Tischler im Unterinntal (Schwaz) eine Existenz zu gründen, wurde aber von den ansässigen Tischlern vertrieben. Er kam nach Südtirol, ließ sich in Vahrn bei Brixen nieder und versuchte sich dort als Seifensieder und Krippenschnitzer.
Angeregt vom Erfolg eines durchziehenden Schaustellers und auch von Fürstbischof Karl Franz von Lodron ermuntert und beauftragt, begann er ein Figurenkabinett zu bauen. Bis 1828 konnte er ein großes Automatentheater fertigstellen und öffentlich präsentieren. Nach dem Tod seines Förderers Lodron zog er durch die mitteleuropäischen Lande und präsentierte sein Automatentheater in damaligen Kulturmetropolen wie Prag und Dresden. In Sankt Petersburg gastierte er bei Zar Nikolaus I. und seiner Familie. Es wird kolportiert, dass jedes Familienmitglied der Romanows mindestens eine Aufführung miterlebt habe.
1845 starb er auf einer Reise nach einem Schlaganfall.
Tschuggmalls Tochter und ihr Ehemann betrieben das Gewerbe noch längere Zeit weiter. 1886 kam das Automatentheater in die Hände von „Papa Schichtl“ in München, 1955 erwarb dann das Münchner  Stadtmuseum die Figuren, wo sie seither ausgestellt werden.
Die besondere Leistung Tschuggmalls wird klar, wenn man sich seinen Lebensweg vor Augen hält. Er lernte erst mit 20 Jahren lesen und schreiben und war zur Gänze Autodidakt, konstruierte jedoch Automaten, für die damaligen Verhältnisse auf beachtlichem technischen Niveau.

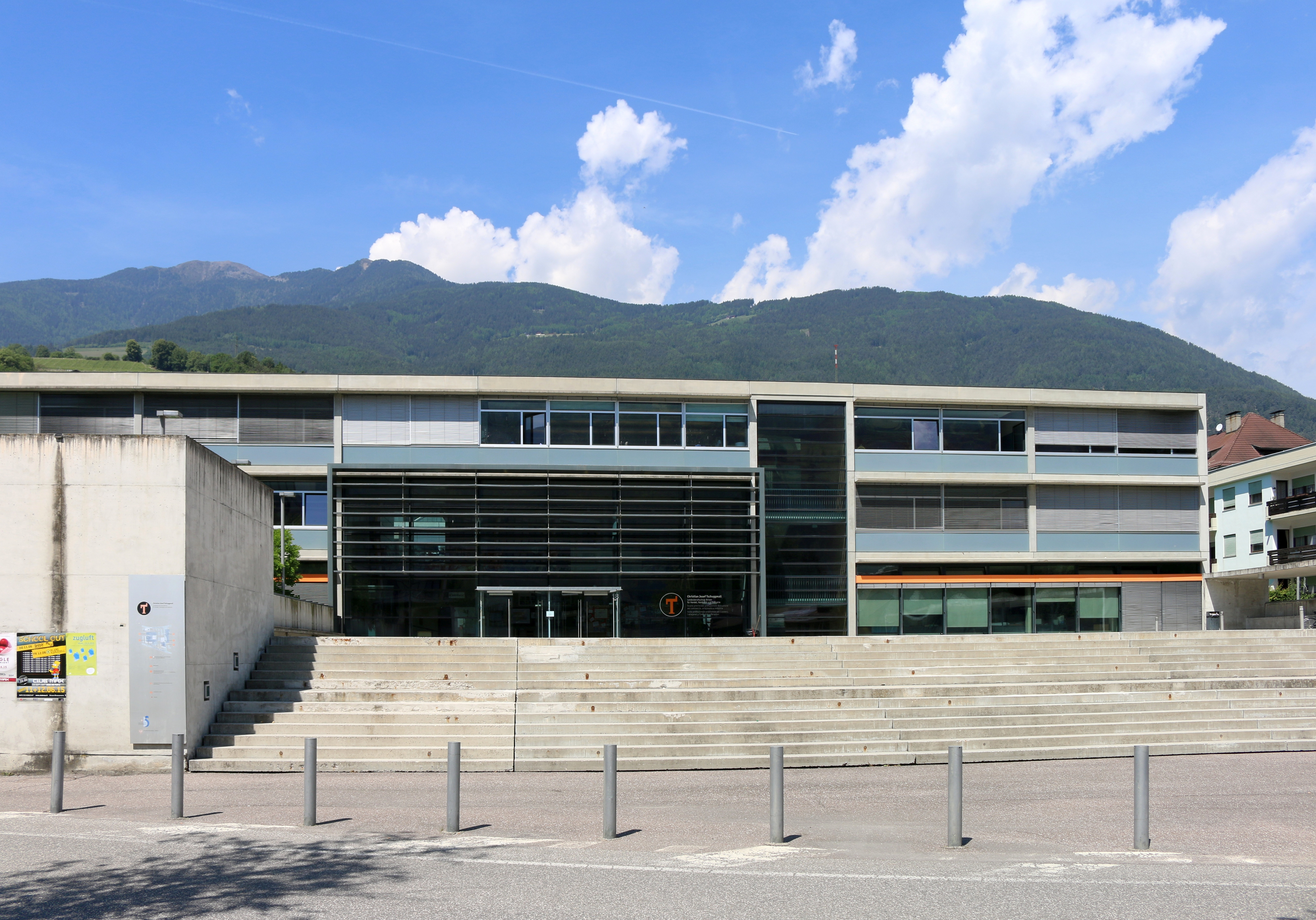
Tschuggmall-Schule in Brixen

Heute erinnert die Landesberufsschule Brixen Ch. J. Tschuggmall, Südtirol, die ihn als Namensgeber gewählt hat, an den alten Erfinder.